# Claudette Scouarnec
Claudette Scouarnec (La Rochelle, 1940) è un'ex ballerina francese, danseuse étoile del balletto dell'Opéra di Parigi dal 1972 al 1980.

## Biografia
Dopo essere stata ammessa alla scuola di danza dell'Opéra di Parigi nel 1952, ha fatto il suo esordio con la compagnia del Théâtre national de l'Opéra-Comique.
Nel 1965 è stata promossa a ballerina principale, mentre nel 1970 è stata proclamata danseuse étoile. Nel 1972 si è unita al balletto dell'Opéra di Parigi, con cui ha danzato alcuni dei maggiori ruoli femminili del repertorio, tra cui Odette e Odile ne Il lago dei cigni e Swanilde in Coppélia.
Dopo aver dato l'addio alla scene nel 1980, ha insegnato danza al Conservatoire national supérieur de musique et de danse de Paris e alla scuola di danza dell'Opéra di Parigi.